# Go Hunting!
Go Hunting is het debuutalbum van de Belgische groep Fifty Foot Combo. 

## Tracklist[2]
1. It's Alive
2. The Tunnel
3. Doe de Duif
4. Inspection #5
5. Robin Boy Wonder
6. Spanish Hully Gully
7. Dimitrius
8. The Brain from Planet X
9. I Think I Shot Her
10. Drums a Go Go
11. The Escape
12. Minesweeper
13. Hully Gully Stomp

## Meewerkende artiesten
- Producer
  - Kris Belaen
- Muzikanten
  - Bart Rosseau (drums)
  - Jens De Waele (basgitaar)
  - Jesse Roosen (bongo's, percussie)
  - Steven Gillis (gitaar)
  - Tommy De Block (gitaar, hammond)
  - Juliette (zang)